# USS Rupertus (DD-851)
USS Rupertus (DD-851) là một tàu khu trục lớp Gearing được Hải quân Hoa Kỳ chế tạo vào giai đoạn cuối Chiến tranh Thế giới thứ hai. Nó là chiếc tàu chiến duy nhất của Hải quân Mỹ được đặt theo tên Thiếu tướng Thủy quân Lục chiến William H. Rupertus (1889–1945), người tham gia cả hai cuộc Thế Chiến được tặng thưởng Huân chương Chữ thập Hải quân. Hoàn tất khi chiến tranh đã kết thúc, nó tiếp tục phục vụ trong giai đoạn Chiến tranh Lạnh, Chiến tranh Triều Tiên và Chiến tranh Việt Nam cho đến năm 1973. Con tàu được chuyển cho Hy Lạp và tiếp tục phục vụ cùng Hải quân Hy Lạp như là chiếc Kountouriotis (D213) cho đến năm 1994. Rupertus được tặng thưởng bảy Ngôi sao Chiến trận do thành tích phục vụ trong Chiến tranh Triều Tiên.

## Thiết kế và chế tạo
Rupertus được đặt lườn tại xưởng tàu Fore River Shipyard của Bethlehem Steel Co. ở Quincy, Massachusetts vào ngày 2 tháng 5 năm 1945. Nó được hạ thủy vào ngày 21 tháng 9 năm 1945; được đỡ đầu bởi bà William H. Rupertus, vợ góa Thiếu tướng Rupertus, và nhập biên chế vào ngày 8 tháng 3 năm 1946 dưới quyền chỉ huy của Hạm trưởng, Trung tá Hải quân William C. F. Robards.

## Lịch sử hoạt động

### 1946 - 1949
Sau khi hoàn tất việc chạy thử máy huấn luyện tại khu vực vịnh Guantánamo, Cuba và viếng thăm nhiều cảng dọc theo bờ biển Đại Tây Dương, Rupertus băng qua kênh đào Panama để đi đến San Francisco. Nó nhập biên chế cùng Hạm đội Thái Bình Dương và luân phiên hoạt động tại vùng bờ Tây với những lượt được phái sang phục vụ tại khu vực Tây Thái Bình Dương. Trong lượt phục phục đầu tiên tại Viễn Đông vào năm 1947, nó hoạt động chủ yếu tại vùng biển ngoài khơi Thanh Đảo, Trung Quốc; và sau khi hoạt động tại vùng bờ Tây trong năm 1948, nó quay trở lại Thanh Đảo một lần nữa vào năm 1949, trở thành một trong ba tàu chiến Hoa Kỳ cuối cùng rời cảng này trước khi thành phố rơi vào quyền kiểm soát của lực lượng Trung Cộng. Con tàu quay trở về San Diego, California vào tháng 12 để được đại tu và tiếp tục hoạt động tại vùng bờ Tây.

### 1950 - 1959
Sau sự kiện lực lượng Bắc Triều Tiên tấn công xuống lãnh thổ Nam Triều Tiên vào tháng 7, 1950 khiến Chiến tranh Triều Tiên bùng nổ, Rupertus khởi hành từ San Diego vào ngày 13 tháng 11 để phục vụ cùng Lực lượng Liên Hợp Quốc trong cuộc xung đột này. Nó đã bảo vệ cho tàu sân bay hộ tống Sicily (CVE-118) di chuyển từ Sasebo đến Hŭngnam, Triều Tiên; rồi từ ngày 14 tháng 5, 1951 đã hoạt động cùng Lực lượng Đặc nhiệm 95, lực lượng phong tỏa và hộ tống Liên Hợp Quốc, tại vùng vờ biển phía Tây Triều Tiên và biển Hoàng Hải. Nó tách khỏi Lực lượng Đặc nhiệm 95 để di chuyển đến ngoài khơi Wonsan, trải qua mười ngày hoạt động tại khu vực gần Songju và đã nả pháo xuống các mục tiêu đối phương dọc bờ biển. Nó tiếp tục hoạt động này cho đến ngày 4 tháng 7, khi nó quay trở lại Inchon giữa lúc diễn ra các cuộc đàm phán hòa bình.
Quay trở về San Diego vào ngày 8 tháng 8, 1951, Rupertus lại lên đường vào ngày 23 tháng 2, 1952 để gia nhập Đệ Thất hạm đội. Thoạt tiên hoạt động cùng các tàu sân bay nhanh thuộc Lực lượng Đặc nhiệm 77, nó sau đó được điều động cùng tàu tuần dương hạng nhẹ Manchester (CL-83) vào hoạt động bắn phá khu vực Hŭngnam-Hannum; và đã giải cứu một phi công từ tàu sân bay Boxer (CV-21) dưới hỏa lực pháo bờ biển ác liệt của đối phương. Quay trở về Hoa Kỳ, nó đi đến Xưởng hải quân Long Beach vào ngày 6 tháng 10 để được đại tu.
Khởi hành từ San Diego vào ngày 16 tháng 5, 1953 để đi sang khu vực Tây Thái Bình Dương, Rupertus đã hộ tống cho tàu tuần dương hạng nặng Bremerton (CA-130) thuộc Lực lượng Đặc nhiệm 77 trong các nhiệm vụ bắn phá bờ biển tại Triều Tiên, tham gia thực hành tìm-diệt tàu ngầm, và huấn luyện học viên sĩ quan thuộc Hải quân Trung Hoa dân quốc tại vùng biển Đài Loan. Nó cũng tham gia lễ hội kỷ niệm 100 năm sự kiện Thiếu tướng Hải quân Matthew C. Perry viếng thăm Nhật Bản trước khi quay trở về San Diego.

### 1960 - 1969
Khi cuộc xung đột tại Triều Tiên kết thúc vào tháng 7, 1953 nhờ đạt được một thỏa thuận ngừng bắn, Rupertus vẫn tiếp nối những lượt biệt phái hoạt động hàng năm sang Viễn Đông cho đến năm 1960, khi nó chuyển cảng nhà đến Yokosuka. Nó quay trở về San Francisco vào ngày 13 tháng 12, 1962 để được sửa chữa và nâng cấp trong khuôn khổ Chương trình Hồi sinh và Hiện đại hóa Hạm đội I (FRAM: Fleet Rehabilitation and Modernization), nhằm kéo dài vòng đời hoạt động thêm 10 đến 20 năm, đồng thời nâng cao năng lực tác chiến chống ngầm. Nó được cải tiến với những thiết bị điện tử, radar và sonar hiện đại, được bổ sung hai bệ ống phóng ngư lôi Mark 32 ba nòng, bệ phóng tên lửa chống ngầm RUR-5 ASROC giữa các ống khói, cùng hầm chứa và sàn đáp để vận hành máy bay trực thăng không người lái chống tàu ngầm Gyrodyne QH-50 DASH.
Rupertus đi đến cảng nhà tạm thời của nó tại Long Beach, California, rồi lên đường vào ngày 26 tháng 5, 1964 để đi sang Yokosuka, nơi nó làm nhiệm vụ tuần tra eo biển Đài Loan. Sau khi xảy ra sự kiện Vịnh Bắc bộ vào tháng 8, nó chuyển sang tuần tra trong biển Đông. Con tàu tiếp tục ở lại khu vực Viễn Đông, và trong tháng 6, 1965 đã tham gia vào Chương trình Gemini khi được huy động để hỗ trợ cho chuyến bay Gemini 4. Quay trở lại vùng biển Việt Nam, nó tham gia chiến dịch Market Time nhằm ngăn chặn việc vận chuyển vũ khí và tiếp liệu của lực lượng Cộng Sản từ Bắc vào Nam Việt Nam; nó cũng hoạt động hỗ trợ hải pháo cho lực lượng tác chiến trên bộ. Các nhiệm vụ tuần tra eo biển Đài Loan và tại biển Đông kéo dài trong suốt năm 1966, chỉ bị ngắt quãng khi nó tham gia hoạt động thu hồi tàu không gian Gemini 9A trong tháng 5 và tháng 6.

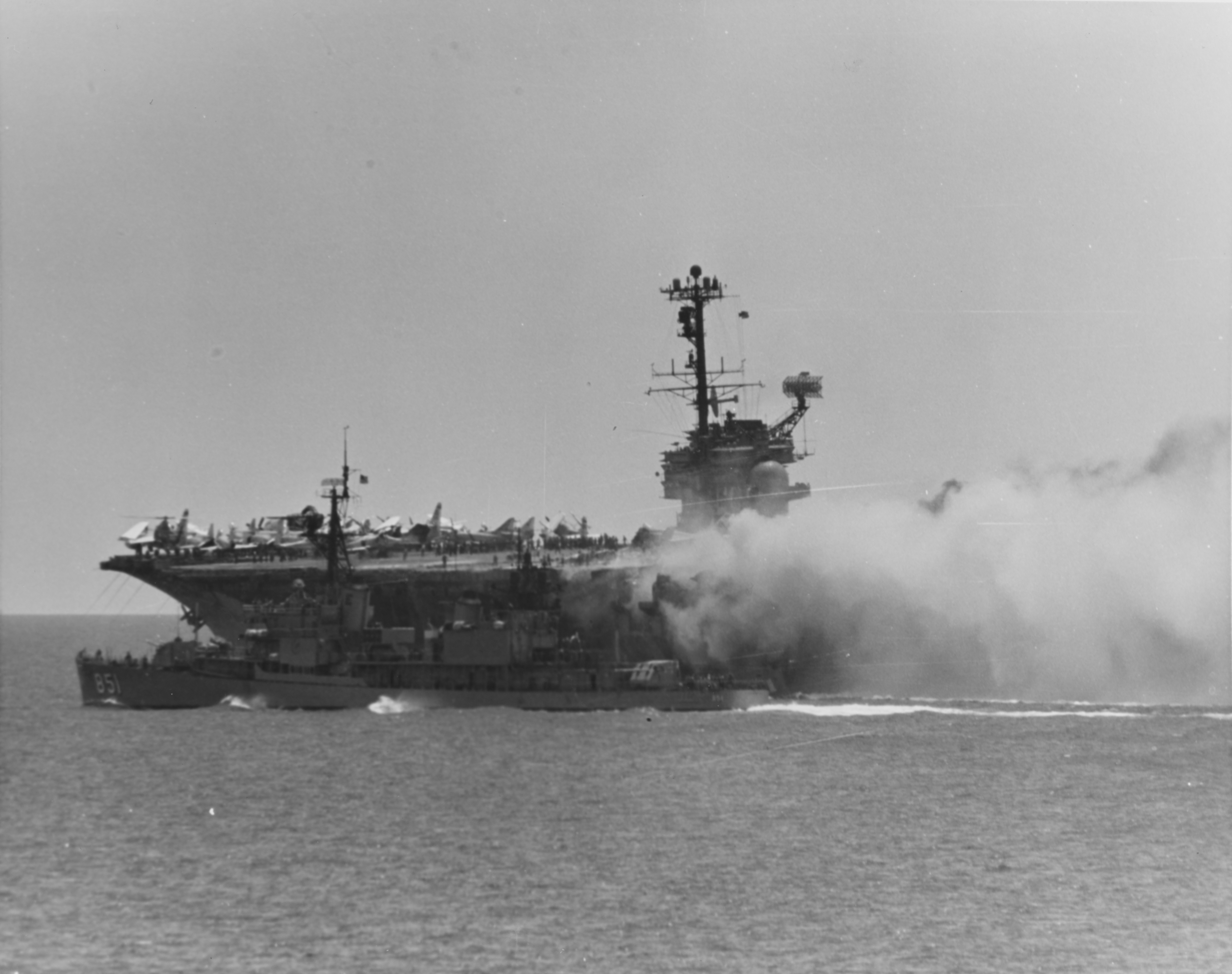
Rupertus đang trợ giúp dập tắt đám cháy trên tàu sân bay ngoài khơi Việt Nam, ngày 29 tháng 7 năm 1967.

Rupertus quay trở về Long Beach, California vào ngày 3 tháng 8, 1966. Nó lại lên đường đi sang Viễn Đông một năm sau đó, đi đến Trạm Yankee trong vịnh Bắc Bộ vào tháng 7. Nó đang hoạt động cùng với Forrestal (CV-59) vào ngày 29 tháng 7, khi một loạt các vụ nổ xảy ra trên chiếc tàu sân bay, gây ra một vụ hỏa hoạn lớn. Chiếc tàu khu trục đã áp sát chiếc tàu sân bay ở khoảng cách 20 ft (6,1 m) để trợ giúp trong suốt ba giờ tiếp theo, hỗ trợ dập tắt đám cháy, làm mát các hầm đạn, và cứu vớt những người bị buộc phải nhảy xuống nước. Sau đó con tàu tiếp tục tham gia Chiến dịch Sea Dragon nhằm ngăn chặn việc vận chuyển vũ khí và tiếp liệu của phía Cộng Sản, đồng thời phá hủy các cơ sở hậu cần trên bờ. Con tàu chịu đựng pháo bờ biển của đối phương tại khu vực Đồng Hới, bị hư hại nhẹ do mảnh đạn pháo; rồi chuyển sang nhiệm vụ hỗ trợ hải pháo ngoài khơi Nam Việt Nam vào tháng 10, trước khi quay trở về Long Beach vào ngày 4 tháng 12.
Sau khi được đại tu và thực hành ngoài khơi bờ biển California, Rupertus lại lên đường vào ngày 3 tháng 7, 1968 để đi sang khu vực Tây Thái Bình Dương. Nó đi đến cảng nhà mới Yokosuka vào ngày 22 tháng 7, rồi tiếp tục đảm nhiệm vai trò hỗ trợ hải pháo ngoài khơi Nam Việt Nam từ ngày 14 tháng 8. Chuyển sang nhiệm vụ "Sea Dragon" từ ngày 29 tháng 8, nó lại phải chịu đựng hỏa lực từ các khẩu đội pháo bờ biển đối phương. Sau khi tham gia hoạt động thu hồi tàu không gian Apollo 7 trong khuôn khổ Chương trình Apollo vào tháng 10, 1968, nó quay trở lại những nhiệm vụ ngoài khơi Việt Nam và canh phòng máy bay cho tàu sân bay ngoài khơi bờ biển Triều Tiên trước khi quay trở về Yokosuka. Chiếc tàu khu trục tiếp tục phục vụ tại Viễn Đông trong năm 1969, dành phần lớn thời gian hoạt động ngoài khơi Việt Nam.

### 1970 - 1973
Rupertus quay trở về San Diego vào ngày 15 tháng 8, 1970, tiếp tục ở lại cảng này suốt thời gian còn lại của năm đó, hầu hết là trong ụ tàu để sửa chữa. Nó tiếp tục được phái sang khu vực Tây Thái Bình Dương trong các năm 1971 và 1972, mỗi lượt kéo dài khoảng sáu tháng, xen kẻ với những giai đoạn hoạt động tại chỗ trong khu vực San Diego. Một đợt thanh tra và khảo sát vào mùa Xuân năm 1973 đưa đến kết luận tình trạng vật chất của con tàu không còn phù hợp để tiếp tục phục vụ trong tương lai.

### Kountouriotis(D213)
Chiếc tàu khu trục được đề nghị chuyển cho Hy Lạp thuê; nó được cho xuất biên chế vào ngày 10 tháng 7, 1973, đồng thời được chuyển cho Hải quân Hy Lạp cùng ngày hôm đó. Con tàu phục vụ cùng dưới tên gọi Kountouriotis (D213) cho đến khi ngừng hoạt động vào năm 1994, và rút khỏi danh sách Đăng bạ Hải quân năm 1995. Cho đến năm 1998, con tàu vẫn đang bị bỏ không tại vịnh Souda, Crete.

## Phần thưởng
Rupertus được tặng thưởng bảy Ngôi sao Chiến trận do thành tích phục vụ trong Chiến tranh Triều Tiên.